# 海鷹 (空母)

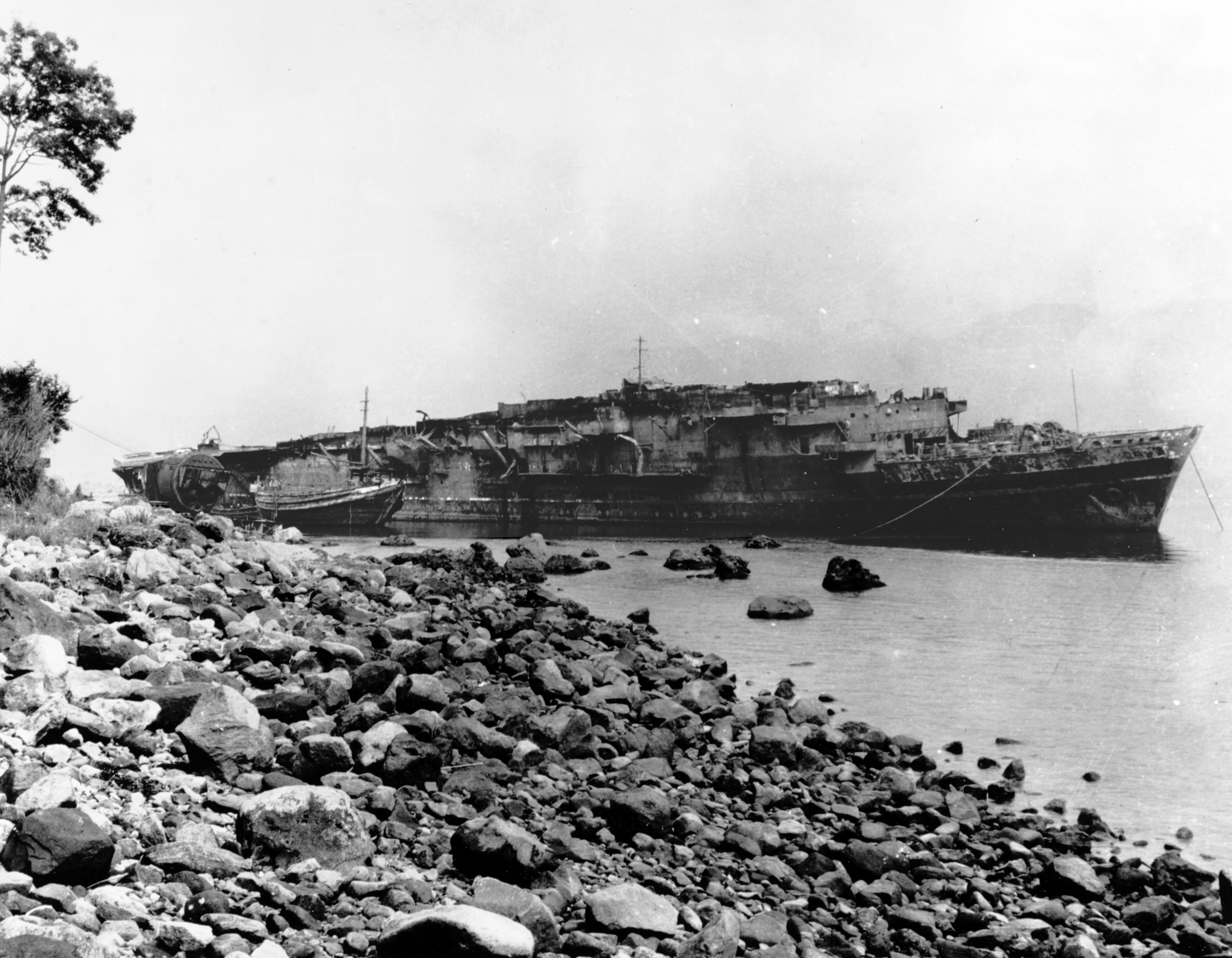
解体中の「海鷹」。1947年撮影

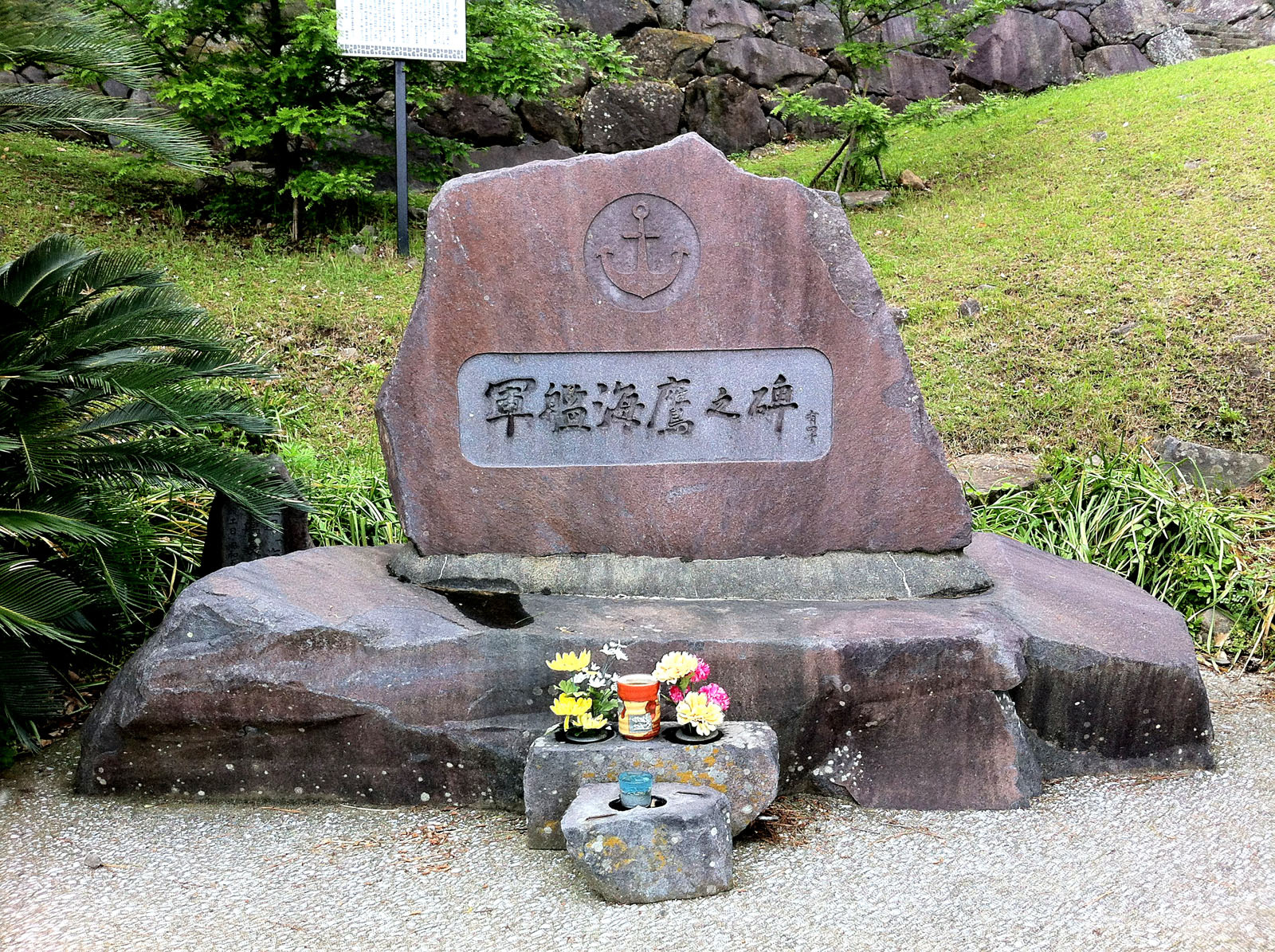
擱坐した日出町城下海岸に建つ「軍艦海鷹之碑」

海鷹（かいよう）は、大日本帝国海軍の航空母艦。貨客船「あるぜんちな丸」を日本海軍が徴用および買収、最終的に軽空母へ改造したものである。

## 概要
軍艦（航空母艦）海鷹（かいよう）の前身は、大阪商船所属のあるぜんちな丸級貨客船1番船「あるぜんちな丸」である。
1941年（昭和16年）9月に「あるぜんちな丸」は日本海軍に徴傭され、太平洋戦争開戦後の1942年（昭和17年）5月1日に姉妹船「ぶらじる丸」とともに特設運送船となった。
同年6月上旬のミッドウェー海戦で日本海軍は主力空母4隻を一挙に喪失、空母の補充に迫られた。その一環として、海軍は6月30日に「あるぜんちな丸」と「ぶらじる丸」の空母改造を決定。
「あるぜんちな丸」は同年12月9日に買収され、同月より三菱重工業長崎造船所で空母改造工事を実施した。翌1943年（昭和18年）11月23日に改造完成。船籍も日本海軍に移り、軍艦「海鷹」に改名および航空母艦へ類別変更された。
「海鷹」を含め大鷹型航空母艦は小型・低速のため機動部隊としての戦闘には投入できず、当初は航空機輸送任務に従事した。また海上護衛総司令部が発足すると同部隊に編入され、日本からシンガポール方面への長距離輸送（ヒ船団）の船団護衛、または台湾、海南島への中距離輸送の護衛を行った。
1945年（昭和20年）3月中旬、「海鷹」は呉軍港空襲で小破。修理後は瀬戸内海において特攻兵器の訓練標的艦として行動した。同年7月24日、「海鷹」は四国の佐田岬沖で触雷して航行不能となり、随伴していた駆逐艦に曳航された後、大分県の別府湾（日出町城下海岸）に擱座。7月28日の空襲により大破、船体放棄に至り、終戦を迎えた。戦後、日鮮サルベージの手によって浮揚解体された。

## 特徴
艦艇類別等級（別表）において、大鷹型航空母艦に定められている。1943年11月23日に「軍艦（ぐんかん）海鷹（かいよう）」と命名された。他の候補艦名として「蒼隼」もあった。
「あるぜんちな丸」は、1938年（昭和13年）2月2日に三菱重工業長崎造船所で起工、同年12月9日進水、1939年（昭和14年）5月31日に竣工した。
客船時代の主機はディーゼルエンジンで、16,500馬力で21.5ノットを発揮可能だった。航空母艦への改造時に陽炎型駆逐艦用のボイラーとタービンへ換装され、約5万2000馬力で速力23ノットに増速した。11月15日の公試では16,630トン、軸馬力52,600で速力23.7ノットを記録している。
「あるぜんちな丸」は、全長約167.3ｍ、幅21.6ｍ、排水量12,755トンで、新田丸級貨客船より若干小型であった。空母改造後の基準排水量は13,600トン、公試排水量16,700トン、全長166.55ｍ、全幅21.90ｍで、新田丸貨客船改造の大鷹型航空母艦より若干小型である。飛行甲板の長さも大鷹型172ｍに対し160ｍほどだった。さらに大鷹型含めて小型低速の空母であり、太平洋戦争中の艦上機を多数運用する事は困難であった。カタパルトを装備した連合国軍の軽空母や護衛空母と比較して、大鷹型の航空機展開能力は非常に限定されていたのである。
自衛武装として、12.7cm（連装砲）を船体後方に4基（右舷2基、左舷2基）、25mm三連装機銃を8基（右舷2基、左舷3基、艦尾2基）、船体外周各部に装備した。昭和19年中旬、両舷に25mm三連装機銃を増備したとみられる。艦後尾の両舷にも十二糎二八連装噴進砲あるいは三十連装対空噴進砲4基を増設した。飛行甲板上にも25mm単装機銃を20基ほど増備した。
「海鷹」の航空機搭載機数は24機（零式艦上戦闘機18、九七式艦上攻撃機6、補用機なし）。ただし海鷹を含め大鷹型空母は実戦投入には不適であることから、航空機輸送任務もしくは船団護衛に投入された。船団護衛空母として行動する時には、九七式艦上攻撃機を12-14機搭載。数機ずつを船団の周囲に2-3時間交代で飛ばし、対潜哨戒を行った。「海鷹」の輸送および護衛任務は、太平洋戦争末期に連合国軍が南方の制空権と制海権を掌握するまで続いた。
公試成績は以下の通り。
| 年月日     | 種別                | 排水量（トン） | 速力（ノット） | SHP    | rpm   |
| ---------- | ------------------- | -------------- | -------------- | ------ | ----- |
| 1943-11-08 | 過負荷全力(10.5/10) | 16,921         |                | 54,930 | 340.4 |
| 1943-11-08 | 公試全力(10/10)     | 16,958         | 23.82          | 52,510 | 335.2 |
| 1943-11-15 | 終末公試(10/10)     | 16,629         | 23.72          | 52,640 | 334.7 |

飛行甲板は大鳳と同じくラテックス甲板（ゴム）であったと考えられている。1944年前期までは、軍艦色であったが、1944年後期（エンガノ岬沖海戦後）からは外舷21号色、22号色による迷彩が施されていた。

## 歴史

### あるぜんちな丸
日本海軍は空母の不足を補うために高速貨客船建造に助成金を与え、代償として有事には特設艦船に改造する計画であった。1939年（昭和14年）6月に竣工した大阪商船所属の「あるぜんちな丸」も、そのなかの1隻であった。あるぜんちな丸級貨客船2隻（あるぜんちな丸、ぶらじる丸）は優秀船舶建造助成施設に基づく政府の補助を受けて南米航路の貨客船として建造された。
1941年（昭和16年）9月、日本海軍に徴傭される。12月上旬、連合国との間に太平洋戦争が勃発。
1942年（昭和17年）5月1日、日本海軍は「あるぜんちな丸」と「ぶらじる丸」を特設運送艦と類別。2隻とも横須賀鎮守府所管。連合艦隊附属となる。同日附で渡部威中佐が、「あるぜんちな丸」監督官に任命された。
5月下旬より、「あるぜんちな丸」と「ぶらじる丸」は兵員輸送船としてミッドウェー作戦に参加。他の輸送船や護衛の第二水雷戦隊等と共に行動する。
同海戦で、日本海軍の正規空母4隻が沈没。海軍は、航空母艦の急速増勢を行うことを決定した。
6月30日、日本海軍は昭和18年度において「あるぜんちな丸」、「シャルンホルスト」、「千歳」、「千代田」、「ぶらじる丸」の空母改造を決定した（官房機密第8107号）。
ミッドウェー海戦後、横須賀に帰投していた「あるぜんちな丸」は、アリューシャン攻略作戦に従事する。大本営はアッツ島とキスカ島の長期確保を企図しており、「千代田」艦長指揮下の輸送部隊がミッドウェー島占領のため編成されていた海軍陸戦隊を北方方面に輸送することになった。
6月28日、水上機母艦「千代田」、特設運送船「あるぜんちな丸」、第十八駆逐隊（不知火、霞、霰）からなる輸送隊は横須賀を出発。
7月4日夕刻から5日未明にかけて輸送隊はキスカ島に到着し、「あるぜんちな丸」と「千代田」は同島キスカ湾に入港した。
7月10日、「あるぜんちな丸」は軽巡洋艦「阿武隈」（同日夜まで）、駆逐艦「電」と共に、キスカ湾を出発。
7月15日に「あるぜんちな丸」と「電」は横須賀に戻った。その後、「あるぜんちな丸」は内地～東南アジア方面で活動した。
同年12月9日、渡部中佐（あるぜんちな丸監督官）は横須賀鎮守府付となる。12月20日、三菱長崎で空母への改造作業に着手した。仮称艦名第1005号艦。貨客船時代のディーゼルエンジンを、駆逐艦用の蒸気タービン機関に換装する大工事となった。
1943年（昭和18年）2月、空母へ改造中の「千代田」、「千歳」、「あるぜんちな丸」は、臨時に戦時編制から除かれることになった。11月23日、工事完成。日本海軍はあるぜんちな丸を軍艦（ぐんかん）海鷹（かいよう）と改名した。
「海鷹」は大鷹型航空母艦に類別される。横須賀鎮守府籍。連合艦隊附属。高尾儀六大佐（前職、水上機母艦秋津洲艦長）が海鷹艦長に任命された。

### 海鷹

#### 航空機輸送任務
12月15日付で「大鷹」、「雲鷹」、「海鷹」は海上護衛総司令部部隊（附属部隊）に編入された。

だが海上護衛総司令部部隊は大鷹型空母4隻（大鷹、雲鷹、海鷹、神鷹）を揃えたものの実際に活動する準備が出来ておらず、「海鷹」、「神鷹」、「雲鷹」は連合艦隊の指揮下に入り航空機輸送任務に投入された。「海鷹」の最初の任務は、第二十三航空戦隊の南西方面輸送任務である。
1944年（昭和19年）1月8日に空母「神鷹」、「海鷹」と駆逐艦「電」、「響」、「薄雲」はシンガポールに向け内海西部を出発したが、「神鷹」の機関故障により大分県の佐伯に仮泊。
「神鷹」は呉に回航され、シンガポールには「海鷹」、「電」、「響」のみが向かった。
1月12日に佐伯を出発。マニラを経て、21日にシンガポールに到着した。同地で艦上攻撃機天山21機もしくは26機（第五五一海軍航空隊）を搭載する。天山は飛行甲板に固縛された。
1月31日にシンガポールを出発し、タラカン、パラオを経て2月11日にトラックに到着。天山を陸揚げすると2月13日に「海鷹」はトラックを出発し、サイパンを経由して2月20日に呉へ戻った。この時輸送された天山は、2月17日以降のトラック島空襲で破壊されてしまった。
2月20日付で、海鷹は連合艦隊の作戦指揮下を離れる。
当時、軍令部と連合艦隊はマーシャル群島のメジュロ環礁を根拠地とするアメリカ海軍機動部隊に対し、奇襲攻撃を計画していた（雄作戦）。日本海軍の保有空母13隻全力を投入する大規模作戦である。本作戦において、大鷹型は各艦零戦24機を搭載予定だった。だが3月下旬の海軍乙事件で連合艦隊司令長官古賀峯一大将遭難、福留繁参謀長捕虜という事態により、立ち消えとなった。

#### 船団護衛任務
その頃、着艦訓練を終えた「海鷹」は、3月17日付で第一海上護衛隊に編入されていた。
第九三一海軍航空隊の九七艦攻12機を海鷹に搭載。
「海鷹」の護衛空母としての初任務は、ヒ57船団であった。
この船団はタンカー8隻と陸軍特殊艦「神州丸」の合計9隻から成り、護衛艦艇は「海鷹」と海防艦「択捉」、「壱岐」、「占守」、第8号、第9号、水雷艇「鷺」であった。
4月3日午前6時、ヒ57船団部隊は山口県関門海峡沖合の六連泊地を出撃。
4月16日にシンガポールに到着した。
改めてヒ58船団となり、「海鷹」、「択捉」、「壱岐」、「占守」、第9号海防艦は加入船舶7隻を護衛して4月21日にシンガポールを出発した。4月24日、「海鷹」搭載の九七式艦攻がアメリカ潜水艦「ロバロー」を爆撃し被害を与えた。5月3日、門司に到着。「海鷹」は瀬戸内海回航後、呉海軍工廠で入渠して修理を行う。
5月下旬、「海鷹」は二回目の船団護衛任務に従事する。
5月29日、第七護衛船団司令官松山光治少将は練習巡洋艦「香椎」に乗艦、空母「海鷹」、海防艦「淡路」、「千振」、19号、駆潜艇60号、敷設艇「燕」、陸軍特殊艦「神州丸」と油槽船11隻からなるヒ65船団を指揮して日本本土（北九州門司港）を出撃し、シンガポールへ向かった。
6月2日、アメリカ潜水艦の雷撃で「淡路」が沈没。
続いて回避行動中に貨客船「有馬山丸」と「神州丸」が衝突した。搭載爆雷の誘爆で大破した「神州丸」は「香椎」が台湾基隆市まで曳航した。
6月11日（12日とも）、船団はシンガポールに到着した。帰路のヒ66船団（「香椎」、「海鷹」、海防艦「千振」、7号、11号、護衛対象4隻）は6月17日にシンガポールを出発。損傷艦なく6月26日に門司に到着した。
7月上旬、「海鷹」は呉海軍工廠で修理を行った。
7月中旬、「海鷹」はフィリピンへの輸送作戦に参加。門司出航のヒ69船団に加わった。「海鷹」は「大鷹」とともに航空機輸送艦として、零戦95機、艦爆彗星1機、艦攻天山5機、局地戦闘機雷電10機、夜間戦闘機月光9機を輸送した。
ヒ69船団旗艦は練習巡洋艦「香椎」（指揮官、第五護衛船団司令官吉富説三少将）、護衛部隊は「香椎」、「神鷹」、「千振」、「佐渡」、第七号海防艦、第十七号海防艦であった。
7月13日-14日、ヒ69船団部隊は北九州を出撃。7月18日、第十七号海防艦がアメリカ潜水艦の雷撃で中破、台湾高雄市に回航された。
他には被害はなく、20日マニラに到着。輸送用航空機を陸揚げした。
その後、「海鷹」はマモ〇一船団（「海鷹」、輸送船「浅間丸」、「護国丸」、護衛は駆逐艦「秋風」、「初霜」、「栂」、掃海艇28号）として、7月25日にマニラを出発。
27日にマモ〇一船団は高雄（台湾）に到着した。ここで「秋風」はマニラへ戻った。
マニラ滞在中の7月29日、高尾大佐（海鷹艦長）は呉鎮守府付となる。北村昌幸大佐は臨時海鷹艦長に任命された。
7月31日、マモ〇一船団は高雄を出発。航海中の8月1日、有田雄三大佐は海鷹艦長に補職される。8月3日に九州に到着した。「海鷹」は呉に到着。機関故障修理のため、ただちに呉海軍工廠に入渠。8月から10月中旬にかけて、呉海軍工廠で整備と修理に従事した。
10月17日、「海鷹」は連合艦隊の指揮下に入る。「海鷹」は空母「龍鳳」とともに台湾沖航空戦に伴って損害を受けた台湾高雄市の航空廠や、各航空部隊向けの資材を輸送することになった。
部隊指揮官は有田雄三大佐（海鷹艦長）。
10月25日、緊急輸送部隊（空母「海鷹」、「龍鳳」、駆逐艦「桃」、「梅」、「樅」、「榧」）は佐世保を出撃した。27日、基隆に到着。物資を揚陸し、帰路はアルコールや燃料用砂糖を積載した。30日、基隆を出発。11月1日-2日に内地に帰投した。
11月21日まで、「海鷹」は呉海軍工廠で修理と整備を行った。
11月下旬、「海鷹」は最後の護衛任務に従事する。11月25日、北九州を出撃。護衛艦艇（「海鷹」、駆逐艦「夕月」、「卯月」、「檜」、「樅」、「榧」、海防艦第25号、第35号、第63号、第64号、第207号）、貨物船5隻とタンカー3隻、他2隻から成るヒ83船団を護衛してシンガポールに向かった。
11月30日、第九三三海軍航空隊基地物件搭載の第三十駆逐隊（夕月、卯月）は分離して馬公市に向かう。「海鷹」含めヒ83船団は高雄市に到着。
12月1日、高雄市でマニラ行きの駆逐艦と貨物船を分離した。12月3日朝、第六十四号海防艦がアメリカ潜水艦に撃沈された。
航海中の12月10日、「海鷹」は第一護衛艦隊に編入される。
12月13日、「海鷹」ふくめ船団はシンガポールに到着した。
12月26日、ヒ84船団はシンガポールを出撃。1945年（昭和20年）1月4日、香港到着。翌日出発、1月13日に門司に到着した。その後は、艦上機や燃料が枯渇してきた上に制海権が連合国軍に握られたこともあり大規模船団は運航停止に追いこまれ、「海鷹」は瀬戸内海で標的艦（目標訓練艦）となった。
1945年（昭和20年）3月15日、有田雄三大佐（海鷹艦長）は海軍水雷学校教官へ転任した。後任の海鷹艦長は、国府田清大佐（当時、海軍運輸本部総務課長）。だが国府田大佐はしばらく着任できず、引き続き有田大佐が艦長として指揮をとった。
3月19日、アメリカ海軍空母機が呉軍港を空襲。空襲時「海鷹」は空母「天城」、「葛城」付近に停泊しており、飛行甲板を貫通した爆弾1発が海面で炸裂した。戦死者3名。重油タンクや左舷機械室に浸水する被害を受けた。
比較的損傷の小さかった「海鷹」は、他の残存空母と共に、飛行甲板に植物を置くなどの偽装を行った。3月28日、呉鎮守府護衛部隊に編入された。

#### 連合艦隊附属
4月20日、「海鷹」は連合艦隊附属となる。呉海軍工廠で入渠修理を実施した。その後、伊予灘（瀬戸内海西部）にあって、雷撃機や特攻兵器（桜花、回天）の目標艦（標的艦）として行動した。
5月15日、国府田清大佐（海鷹艦長）は呉鎮守府出仕となる。後任の海鷹艦長は大須賀秀一大佐（当時、空母鳳翔艦長）。
7月18日、「海鷹」はアメリカ軍のB-29が空中投下した磁気機雷に触れて損傷し、別府湾に引き返した。
7月24日の米海軍機動部隊艦載機の空襲時も、対空砲火と回避行動によって被害なく切り抜ける。だが夕刻になり別府湾を出発したところ、再び磁気機雷が起爆。舵破壊と機関部損傷により航行不能となり、翌朝にかけて駆逐艦「夕風」により別府港外の日出海岸まで曳航され、そこで座礁させられた。7月28日、米軍機動部隊艦載機の空襲で直撃弾3発を受け、約20名が戦死。発電機が損傷して排水ポンプが作動せず、浸水が増大し、完全に着底した。また排気ファンの停止により艦内の環境も悪化し、船体放棄に至った。
8月15日（終戦の日）、大須賀大佐（海鷹艦長）は横須賀鎮守府附となる。同日付で「海鷹」は第四予備艦に指定された。
戦後、座礁現場で解体された。

## 年表
- 1939年（昭和14年）5月31日 - 「あるぜんちな丸」として竣工。
- 1942年（昭和17年）5月1日 - 特設艦船に編入。特設運送船（雑用船）に類別[21]。横須賀鎮守府所管[204]。
  - 12月9日 - 海軍が買収、仮称艦名第1005番艦[15]。
  - 12月20日 - 三菱重工業長崎造船所にて空母改造工事に着手[71]。
- 1943年（昭和18年）
  - 11月23日 - 改造完了、軍艦籍に編入され、「海鷹」と命名される[14]。航空母艦に類別、艦型名大鷹型[26]。横須賀鎮守府籍[75]。
  - 12月15日 - 海上護衛総司令部部隊附属となる[79]。
  - 12月21日 - 連合艦隊作戦指揮下に入る[83]。
- 1944年（昭和19年）
  - 2月20日 - 連合艦隊の作戦指揮下を離れ、海上護衛総司令部付属となる[98]。
  - 3月8日 - 佐伯回航、着艦訓練[102]。
  - 3月17日 - 第一海上護衛隊に編入[103][205]。
  - 3月28日 - 呉を出発[206]。燃料補給後、門司回航[207]。以後、ヒ船団護衛任務に従事。
  - 12月10日 - 第一護衛艦隊に編入[186]。
  - 12月31日 - ヒ84船団の護衛中にアメリカ潜水艦「デイス」から魚雷3本を発射されるが、全弾回避。
- 1945年（昭和20年）3月19日 - 呉にて爆撃を受け損傷（呉軍港空襲）[71]。
  - 4月20日 - 連合艦隊付属となる[192]。以後は訓練標的艦として別府湾方面で行動した[71]。
  - 7月24日 - 佐田岬沖で機雷に触雷[71]。曳航され、大分県日出町の城下海岸に擱坐[71]。
  - 7月28日 - 空襲により被弾し、発電機停止、浸水増大のため艦体を放棄[71]。
  - 8月15日 - 第四予備艦に指定[203]。
  - 11月20日 - 除籍[71]。
- 1946年（昭和21年）9月1日 - 解体開始[3]。
- 1948年（昭和23年）1月31日 - 解体完了[3]。

## 艦長
監督官(特設運送船あるぜんちな丸)
1. 渡部威中佐[52]：1942年5月1日[52] - 1942年12月9日[70]

艦長
1. 高尾儀六大佐[77]：1943年11月23日[77]-1944年7月24日[155]
2. （臨時）北村昌幸大佐[155]：1944年7月24日[155] - 1944年8月1日[157]（本職：第一海上護衛隊運航指揮官）
3. 有田雄三大佐：1944年8月1日[157] - 1945年3月15日[187]
4. 国府田清大佐：1945年3月15日[187] - 1945年5月1日[195]
5. 大須賀秀一大佐[196]：1945年5月1日[196] - 1945年8月15日[202]